# Эйтё
Эйтё (яп. 永長 эйтё:) — девиз правления (нэнго) японского императора Хорикавы, использовавшийся с января по декабрь 1097 года .

## Продолжительность
Начало и конец эры:
- 17-й день 12-й луны 3-го года Кахо (по юлианскому календарю — 3 января 1097);
- 21-й день 11-й луны 2-го года Эйтё (по юлианскому календарю — 27 декабря 1097).

## Происхождение
Название нэнго было заимствовано из 1-го цзюаня классического древнекитайского сочинения Хоу Ханьшу:「夾輔王室、尊事天子、享国永長、為後世法」.

## События
- 1096 год (1-й год Эйтё) — кампаку Фудзивара-но Моромити был поднят до второго ранга первого класса[6];
- 1096 год (1-й год Эйтё) — Большое дэнгаку годов Эйтё (яп. 永長の大田楽 Эйтё: но о дэнгаку) — летние танцевальные представления (дэнгаку), в которых принимали участие и простой народ, и аристократия, и даже члены императорского двора[6].

## Сравнительная таблица
Ниже представлена таблица соответствия японского традиционного и европейского летосчисления. В скобках к номеру года японской эры указано название соответствующего года из 60-летнего цикла китайской системы гань-чжи. Японские месяцы традиционно названы лунами.
| 1-й год Эйтё (Огненная Крыса) | 1-я луна       | 2-я луна*             | 3-я луна* | 4-я луна  | 5-я луна* | 6-я луна* | 7-я луна  | 8-я луна*  | 9-я луна    | 10-я луна  | 11-я луна | 12-я луна* |               |
| ----------------------------- | -------------- | --------------------- | --------- | --------- | --------- | --------- | --------- | ---------- | ----------- | ---------- | --------- | ---------- | ------------- |
| Юлианский календарь           | 28 января 1096 | 27 февраля            | 27 марта  | 25 апреля | 25 мая    | 23 июня   | 22 июля   | 21 августа | 19 сентября | 19 октября | 18 ноября | 18 декабря |               |
| 2-й год Эйтё (Огненный Бык)   | 1-я луна       | 1-я луна (високосная) | 2-я луна* | 3-я луна* | 4-я луна  | 5-я луна* | 6-я луна* | 7-я луна   | 8-я луна*   | 9-я луна   | 10-я луна | 11-я луна  | 12-я луна*    |
| Юлианский календарь           | 16 января 1097 | 15 февраля            | 17 марта  | 15 апреля | 14 мая    | 13 июня   | 12 июля   | 10 августа | 9 сентября  | 8 октября  | 7 ноября  | 7 декабря  | 6 января 1098 |

* звёздочкой отмечены короткие месяцы (луны) продолжительностью 29 дней. Остальные месяцы длятся 30 дней.